# ナノダイヤモンド
ナノダイヤモンド（英語: Nanodiamond）とは、ナノマテリアルの一種で粒子状のダイヤモンド。

## 性質
バルク状のダイヤモンドと同様に化学的に安定で熱伝導率が高く、生体適合性がある。コロイド状に分散する事でバルク状ではなかった特性が発現する。
ナノダイヤモンドの表面を化学修飾することで様々な特性を付与できる。
従来の蛍光分子よりも安定なのでダイヤモンド窒素-空孔中心のあるナノダイヤモンドで細胞内の温度の測定も可能になる。

## 製法
10nmより小さい粉末状ナノダイヤモンドは、爆薬の爆発によって合成される爆発法（爆轟法）で生産される。

## 用途
- ドラッグデリバリー
- バイオイメージング
- 量子演算
- 試薬
- シャープペンシル芯

## 文献
- 大澤映二. "ナノダイヤモンド序説." ニュ-ダイヤモンド 20.3 (2004): 7-11.
- 大澤映二. "一桁ナノダイヤモンド分散粒子." 未来材料 9.1 (2009): 12-18.
- 大澤映二. "爆轟法ナノダイヤモンドのいま (特集 産業材料としてのダイヤモンド)." 科学と工業 83.4 (2009): 123-134.
- 大澤映二. "一桁ナノダイヤモンド粒子の構造と性質." 表面科学 30.5 (2009): 258-266.
- KOMATSU, Naoki, and Li ZHAO. "ナノダイヤモンドのドラッグキャリア-の応用."
- Wang, David H., et al. "In-situ nanocomposite synthesis: arylcarbonylation and grafting of primary diamond nanoparticles with a poly (ether− ketone) in polyphosphoric acid." Macromolecules 42.1 (2008): 114-124.
- Osawa, Eiji, and Dean Ho. "Nanodiamond and its application to drug delivery." Journal of Medical & Allied Sciences 2.2 (2012): 31.
- Tisler, Julia, et al. "Fluorescence and spin properties of defects in single digit nanodiamonds." ACS nano 3.7 (2009): 1959-1965.
- Ho, Dean, ed. Nanodiamonds: applications in biology and nanoscale medicine. Springer Science & Business Media, 2009.
- Akasaka, Takeshi, Fred Wudl, and Shigeru Nagase, eds. Chemistry of nanocarbons. John Wiley & Sons, 2010.